# Liang Ye
Liang Ye es una deportista china que compite en judo. Ganó una medalla de bronce en el Campeonato Asiático de Judo de 2024, en la categoría de +78 kg.

## Palmarés internacional
| Campeonato Asiático | Campeonato Asiático | Campeonato Asiático | Campeonato Asiático |
| Año                 | Lugar               | Medalla             | Categoría           |
| ------------------- | ------------------- | ------------------- | ------------------- |
| 2024                | Hong Kong (China)   | Medalla de bronce   | +78 kg              |